# Attila Ágh
 Attila Ágh (n. 15 iulie 1941, Budapesta-) este un scriitor, politolog și filozof maghiar, unul din cei mai cunoscuți ideologi comuniști din epoca Kádár.